# Concepción (Panamá)
Concepción fue una población colonial de Panamá que existió de fines de 1535 a principios de 1536. Fue fundada por el segundo gobernador de Veragua Felipe Gutiérrez y Toledo, al parecer a orillas del río Veraguas o del Belén, en la vertiente del Caribe de la actual República de Panamá. La fundación se efectuó posiblemente a finales de 1535, quizá el 8 de diciembre, fiesta de la Inmaculada Concepción.
La población tuvo una vida corta y azarosa. Desde sus primeros días de existencia faltaron en ella los víveres, y los indígenas de la región presentaron a los españoles una enconada resistencia. El gobernador Gutiérrez instaba a sus hombres a buscar comida en los pueblos indígenas de las vecindades, pero sus correrías no dieron resultado, y llegaron a presentarse casos de antropofagia, que Gutiérrez reprimió quemando vivos a dos de los responsables y marcándoles la cara con la c de caníbal a los demás. Los indígenas asediaron la ciudad, que logró salvarse de momento debido a que el soldado Íñigo López Carrillo logró matar con una ballesta al rey de los sitiadores, que traía un gran disco de oro al pecho. El gobernador envió algunos hombres por tierra a pedir socorro a la ciudad de Nombre de Dios, de donde le enviaron un navío, y se marchó con sesenta de los expedicionarios, dejando a los demás abandonados en aquel sitio, donde murieron de hambre o a manos de los indígenas.